# Anton Hinderberger
Anton Hinderberger (* 27. Oktober 1886 in Mutlangen; † 14. September 1963 in Rottenburg am Neckar) war ein römisch-katholischer Geistlicher und Domdekan in der Diözese Rottenburg-Stuttgart. Er initiierte das Siedlungswerk der Diözese.

## Leben
Hinderberger studierte zunächst Katholische Theologie an der  Katholisch-Theologischen Fakultät Tübingen. Er war Mitglied der Theologengesellschaft Guelfia Tübingen. Am 10. Juli 1912 wurde er in Rottenburg am Neckar zum Priester geweiht. Anschließend wurde er Vikar an St. Maria in Stuttgart, an der er bis 1920 wirkte. Danach wurde er Dozent am Wilhelmsstift in Tübingen, als Repetent für Kirchenrecht. Ab 1923 war Hinderberger Diözesanpräses der Gesellenvereine, heute bekannt als Kolpingwerk, ab 1930 zusätzlich Präses der Jugend- und Jungmännervereine in Stuttgart. Als begnadeter Prediger beschrieben, hielt er von 1927 bis 1938 die katholischen Morgenfeiern als Rundfunkpfarrer beim Süddeutschen Rundfunk. 1933 folgte eine Anstellung als Gymnasiallehrer für Religion in Stuttgart, 1934 wurde er als Stadtpfarrer von Stuttgart-Degerloch eingesetzt.
1938 wurde Hinderberger durch den Bischof Joannes Baptista Sproll als Domkapitular in das Rottenburger Domkapitel berufen. Ihm wurde das Referat „Caritas“ übertragen. Außerdem war Hinderberger von 1938 bis 1947 Offizial in der Diözese. In den sieben Jahren, in denen die Diözese ohne Bischof war, da sich dieser den Nationalsozialisten offen widersetzte, wurden die Aufgaben des Bischofs durch das gesamte Domkapitel getragen, so bekam in dieser Zeit auch Hinderberger bischöfliche Aufgaben übertragen. Hinderberger wurde nach dem Kriegsende in Bausachen die rechte Hand des Bischofs, um den vielen wohnungslosen und vertriebenen Katholiken wieder ein Heim zu stellen. Er initiierte das Siedlungswerk der Diözese Rottenburg und wurde 1949 dessen Vorsitzender. Es wurden in dieser Zeit 630 Kindergärten, 15 Jugendwohnheime, diverse Pflegeheime und Krankenhäuser gebaut. Außerdem entstanden ganze Siedlungen, die bisweilen heute noch aufgrund ihrer Bauweise zu erkennen sind. Solche Diözesansiedlungen gibt es unter diesem Namen heute zum Beispiel noch in Neckarsulm und Schwäbisch Gmünd.
Im Februar 1956 wurde Hinderberger dann als Domdekan an die Spitze des Domkapitels gewählt. Ein Amt, das er bis zu seinem Tod innehatte. Er wurde unter großer Anteilnahme in Mutlangen beigesetzt.

## Ehrungen
- Päpstlicher Hausprälat (1946)[3]
- Großes Bundesverdienstkreuz (24. September 1956)[4], für seine Verdienste um den sozialen Wohnungsbau des Siedlungswerks
- Ehrenbürger von Mutlangen
- Prälat-Hinderberger-Straße in Mutlangen[1]

## Publikationen
- Am Quell des Wortes. Schwabenverlag; Stuttgart 1952.
- mit Conrad Gröber: Religiöse Funkansprachen, Herder & Co; Freiburg 1929.
- Ausgewählte Fest- und Gelegenheits-Predigten, O. Scholz; Stuttgart 1926.